# Alen
Az Alen kelta eredetű angol és francia férfinév, jelentése ismeretlen.

## Rokon nevek
Anyakönyvezhető rokon nevei:
- Alán:[1] kelta eredetű angol névből származik[2]

## Gyakorisága
Az 1990-es években az Alen és Alán szórványosan fordult elő. A 2000-es és a 2010-es években egyik sem szerepel a 100 leggyakrabban adott férfinév között.
A teljes népességre vonatkozóan a 2000-es és a 2010-es években az Alán és az Alen nem szerepelt a 100 leggyakrabban viselt férfinév között.

## Idegen nyelvi változatok
- Alain (francia)

## Névnapok
Alen, Alán:  szeptember 8., október 14., november 25.,

## Híres Alenek, Alánok
„Alen” utónevű személyek szócikkeinek listája a Wikidata alapján